# Міямото Цунеясу
Міямото Цунеясу (яп. 宮本 恒靖, нар. 7 лютого 1977, Осака) — японський футболіст.

## Виступи за збірну
2000 року дебютував в офіційних матчах у складі національної збірної Японії. Відтоді провів у формі головної команди країни 71 матчі.

## Статистика виступів
| Збірна Японії | Збірна Японії | Збірна Японії |
| Роки          | Ігри          | голи          |
| ------------- | ------------- | ------------- |
| 2000          | 2             | 0             |
| 2001          | 3             | 0             |
| 2002          | 11            | 0             |
| 2003          | 10            | 0             |
| 2004          | 19            | 2             |
| 2005          | 15            | 1             |
| 2006          | 11            | 0             |
| Усього        | 71            | 3             |

## Титули і досягнення
- У складі збірної:
  - Чемпіон Азії: 2004
- Клубні:
  - Чемпіон Японії: 2005
  - Чемпіон Австрії: 2006-07